# Cimmerosiro krivolutskyi
Espèce
Cimmerosiro krivolutskyi est une espèce d'opilions cyphophthalmes de la famille des Parasironidae.

## Distribution
Cette espèce est endémique de Géorgie.  Elle se rencontre vers Koutaïssi.

## Description
Le mâle holotype mesure 1,55 mm, les mâles mesurent de 1,55 à 1,60 mm et les femelles de 1,59 à 1,65 mm

## Systématique et taxinomie
Cette espèce a été décrite par Karaman, Mitov et Snegovaya en 2024.

## Étymologie
Cette espèce est nommée en l'honneur de Dmitry A. Krivolutsky. 

## Publication originale
- Karaman, Mitov & Snegovaya 2024 : « Parasironidae fam. nov., a Cimmerian lineage of Mediterranean Cyphophthalmi (Opiliones), with the description of three new genera and four new species. » European Journal of Taxonomy, vol. 921, p. 173–209 (texte intégral).